# Leyla Dartel
Leyla Dartel, seudónimo de Leyla Dabul, (Buenos Aires, 1930 -Ib., 2024) fue una actriz argentina.
Casada con el cantante de tangos y actor Óscar Fuentes (Juan Pacífico, 1930-2014) que trabajó muchos años en Perú y Brasil y ganó el Festival de la Canción de Buenos Aires con el tango «Mi ciudad y mi gente», de Eladia Blázquez. Fue madre del actor Juan Darthés (Juan Rafael Pacífico, 1964-). 
Entre los años 1960 y 1970 (durante la infancia de su hijo) vivió en la localidad de Llavallol, en el sur de Buenos Aires.

## Filmografía[1][2]
- 1955, Bacará, con Susana Campos, Alberto Berco y Julio Bianquet
- 1959, Cerro Guanaco, estrenada el 25 de agosto de 1959
- 1959, Cavalcade (título en Alemania Occidental), estrenada el 4 de diciembre de 1959.
  - Heimat unter heißer Sonne (título en Alemania Occidental).
  - Hombres salvajes (título en Argentina), estrenada el 31 de marzo de 1960.

## Teatro
- 1957, Simpático, morocho... y cantor, en el teatro Variedades (de Buenos Aires).[3]